# Iglesia de la Victoria (Jerez de la Frontera)
La iglesia de la Victoria es un templo de culto católico de estilo renacentista, situado en la calle Porvera de la ciudad de Jerez de la Frontera (Andalucía, España). Construido en 1542, ha sufrido varias modificaciones desde entonces.

## Historia
La Iglesia de la Victoria de Jerez de la Frontera se erigió en 1543 frente a la muralla del antiguo Jerez. Concretamente frente a la torre albarrana que hace esquina entre las calles Porvera y Ancha. Fue fundada por los Padre Mínimos de San Francisco de Paula con el nombre de Monasterio Virgen de la Victoria. Tras la desamortización de Mendizábal, iglesia y convento fueron separados, separación que hoy perdura.

## Portadas y fachadas
La bella portada de la iglesia está compuesta por dos columnas dóricas-toscanas que sostienen un entablamiento y el escudo de la Orden Mínima. La portada está rematada por un frontón que alberga una imagen de la Virgen de la Victoria con el niño. En la hornacina en la que está alojada la imagen de la Virgen puede leerse la fecha de 1546.
La misma fachada conserva otra portada de menor tamaño. Por ella se accede a la nave secundaria de la iglesia donde se encuentra la Hermandad de Nuestra Señora de la Soledad y otros servicios. Esta portada es del siglo XVII.

## La torre
De estilo manierista, la torre está situada a la izquierda de la fachada. En el primer cuerpo de ella puede leerse 1639, fecha en que fue construida por Antón Martín Calafate. La torre consta de tres cuerpos cuadrados coronados por una cúpula semiesférica recubierta con azulejos azules y blancos. Las ciegas ventanas del cuerpo bajo están decoradas con esgrafiados circulares.

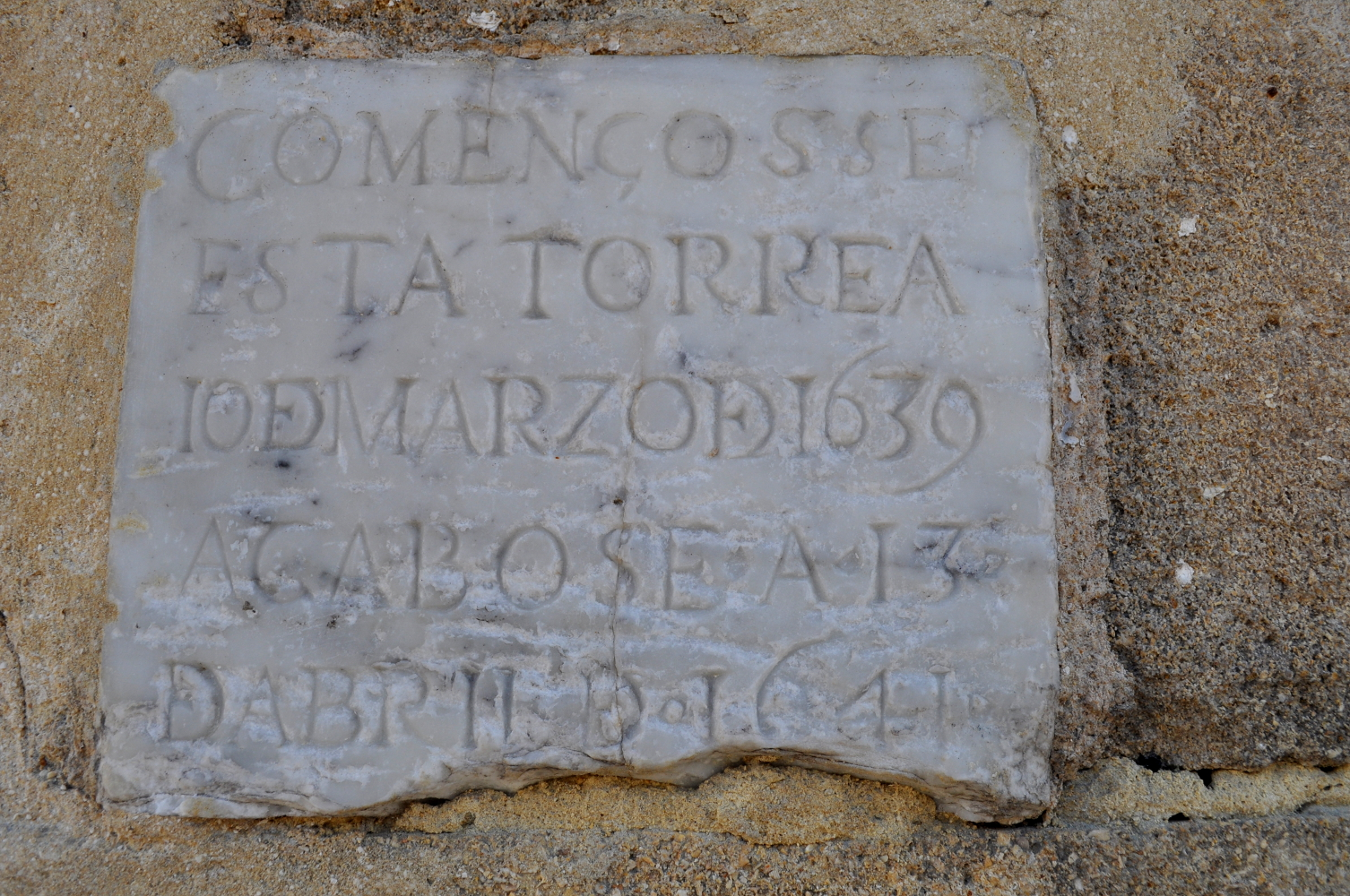
Placa sobre la torre que dice "Começosse esta torre a 10 de marzo de 1639, acabosse a 13 de abril de 1641"

## Interior
La iglesia, en su interior, está compuesta por una sola nave cubierta con una bóveda de cañón decorada con motivos geométricos. La nave secundaria consta de nueve tramos de bóvedas vaídas por arcos de medio punto que reposan sobre ménsulas voladas.

## Retablo Mayor
El retablo Mayor, de estilo barroco, fue levantado en la primera mitad del siglo XVIII. Este abarca toda la nave. En el centro del retablo, actualmente, se encuentra la imagen de la Virgen de la Soledad, realizada en 1800 por José Fernández Pomar.

## Altares
Del lado del Evangelio aún se conserva el grupo escultórico monumental del Descendimiento de Cristo, obra neobarroca del siglo XX, realizada por Luis Ortega Brú. La escultura está compuesta por ocho figuras: la imagen de Nuestro Señor, José de Arimatea, Nicodemos, Nuestra Señora de las Tristezas, María Magdalena, María Cleofás, María Salomé y San Juan Evangelista.
En el lado de la Epístola se hallan altares con la imagen de San Francisco de Paula del siglo XVII, obra de Antonio Bautista y la imagen del Señor de los Trabajos que data del primer tercio del mismo siglo. Imágenes procesionales
Las imágenes de Nuestra Madre y Señora de la Soledad (obra de José Fernández Guerrero firmado como José Fernández Pomar, 1803) y el Sagrado Descendimiento de Nuestro Señor Jesucristo (obra de Luis Ortega Bru, 1950-57) son las que realizan la Estación Penitencial cada tarde de Viernes Santo. 

## Hermandades
Es sede de la Hermandad de La Soledad y la Hermandad de la Virgen del Rosario, Patrona de capataces y costaleros.

## Galería de imágenes

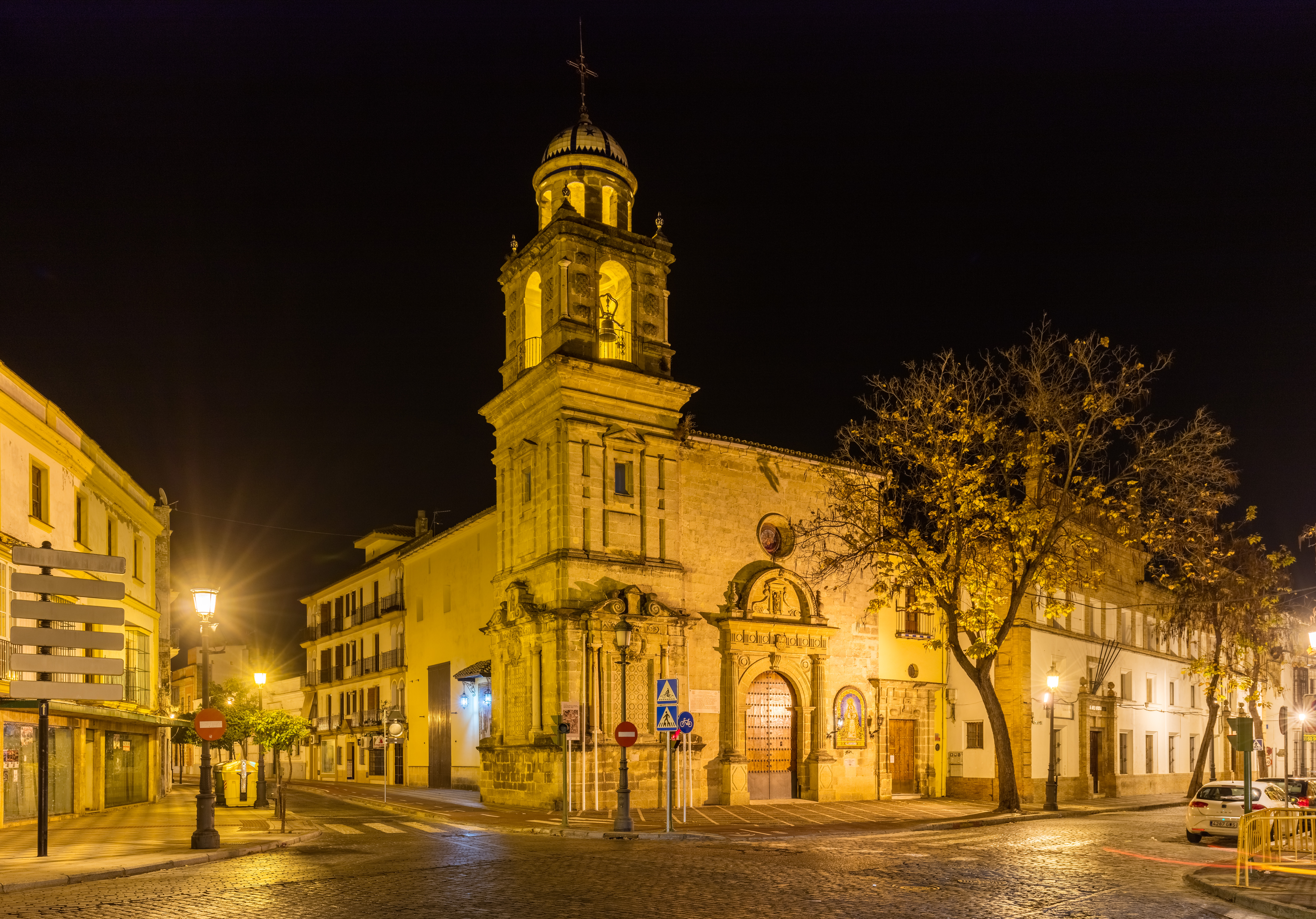
Vista nocturna
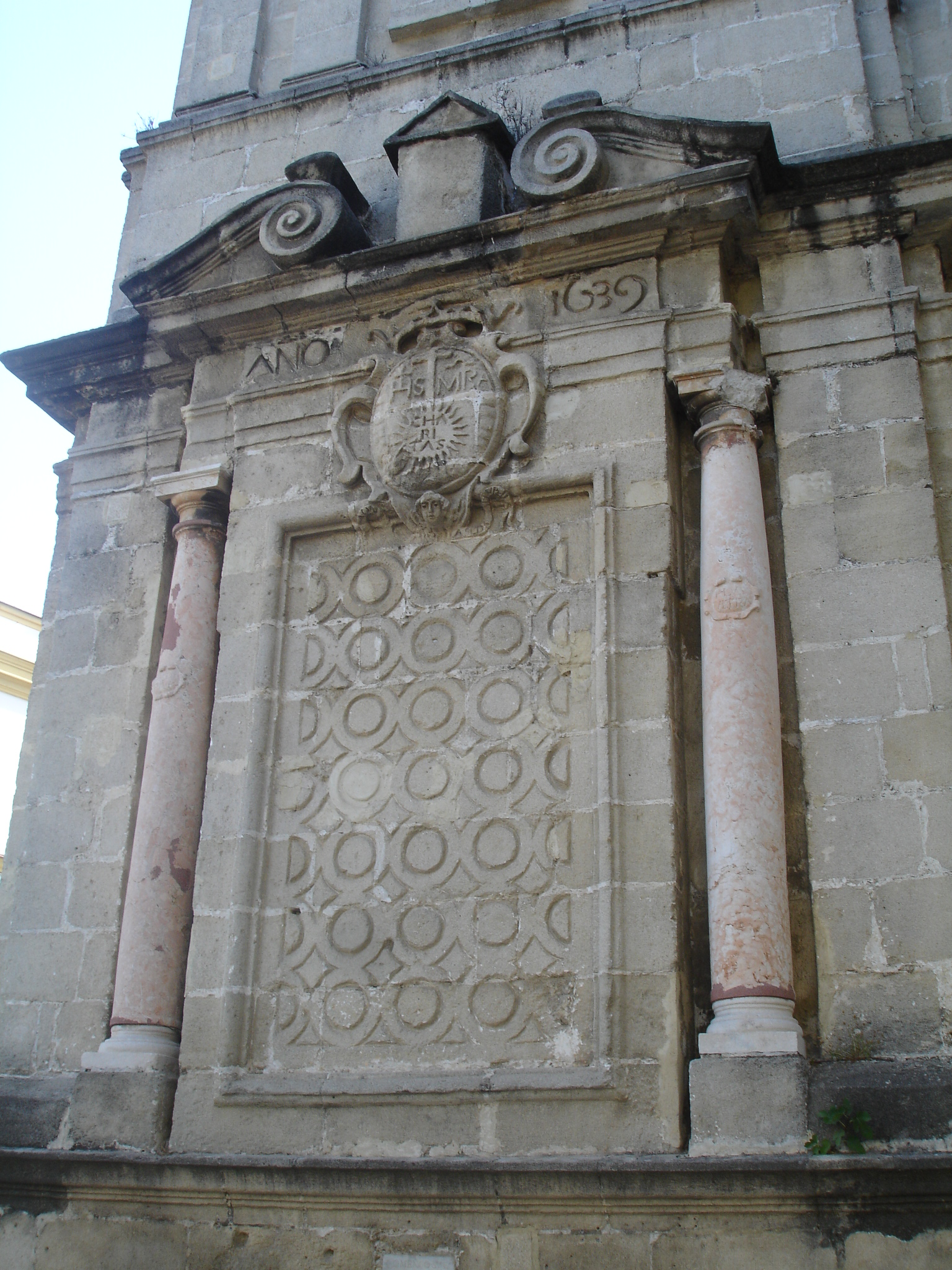
Exterior de la torre
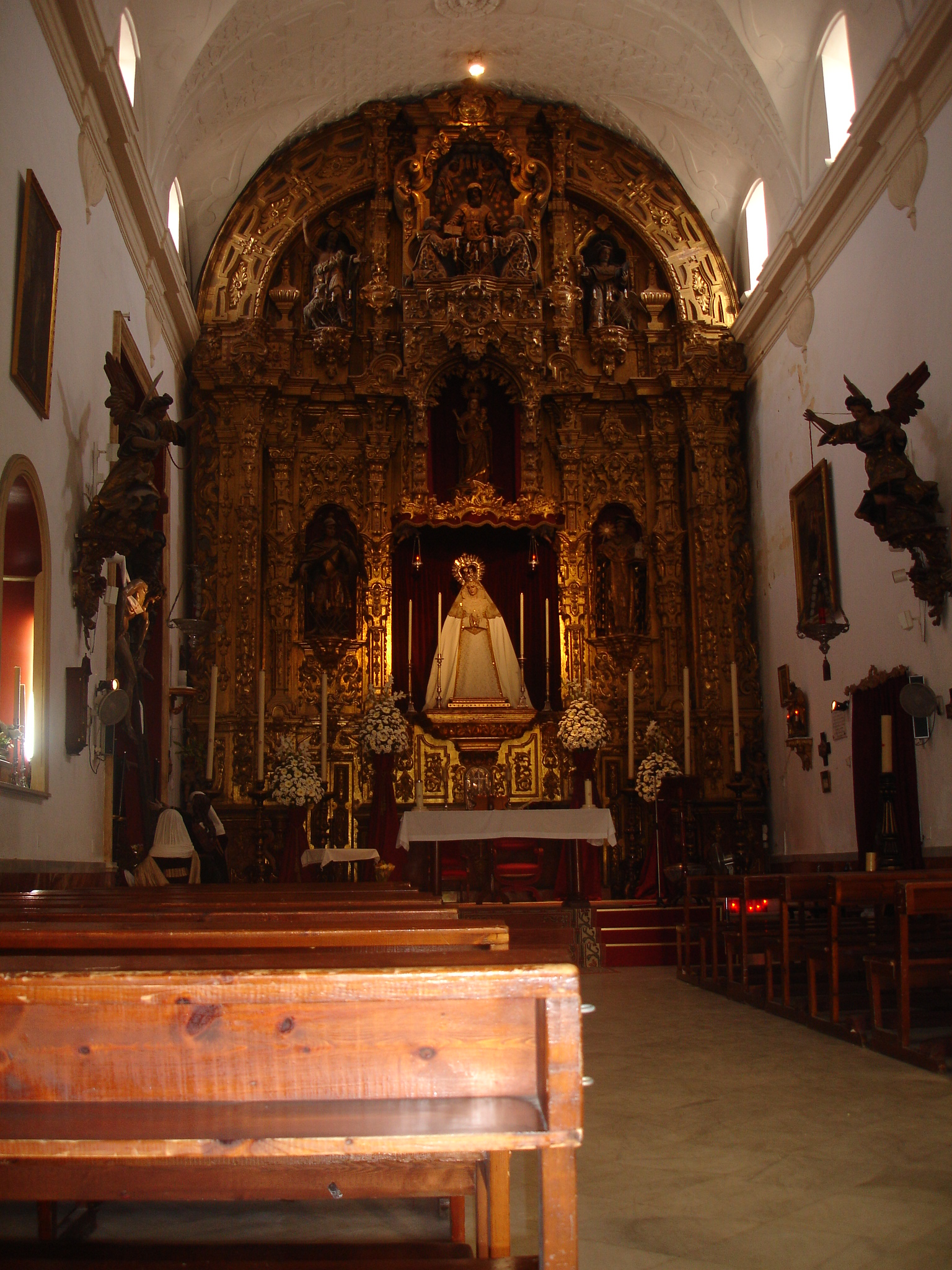
Nave principal
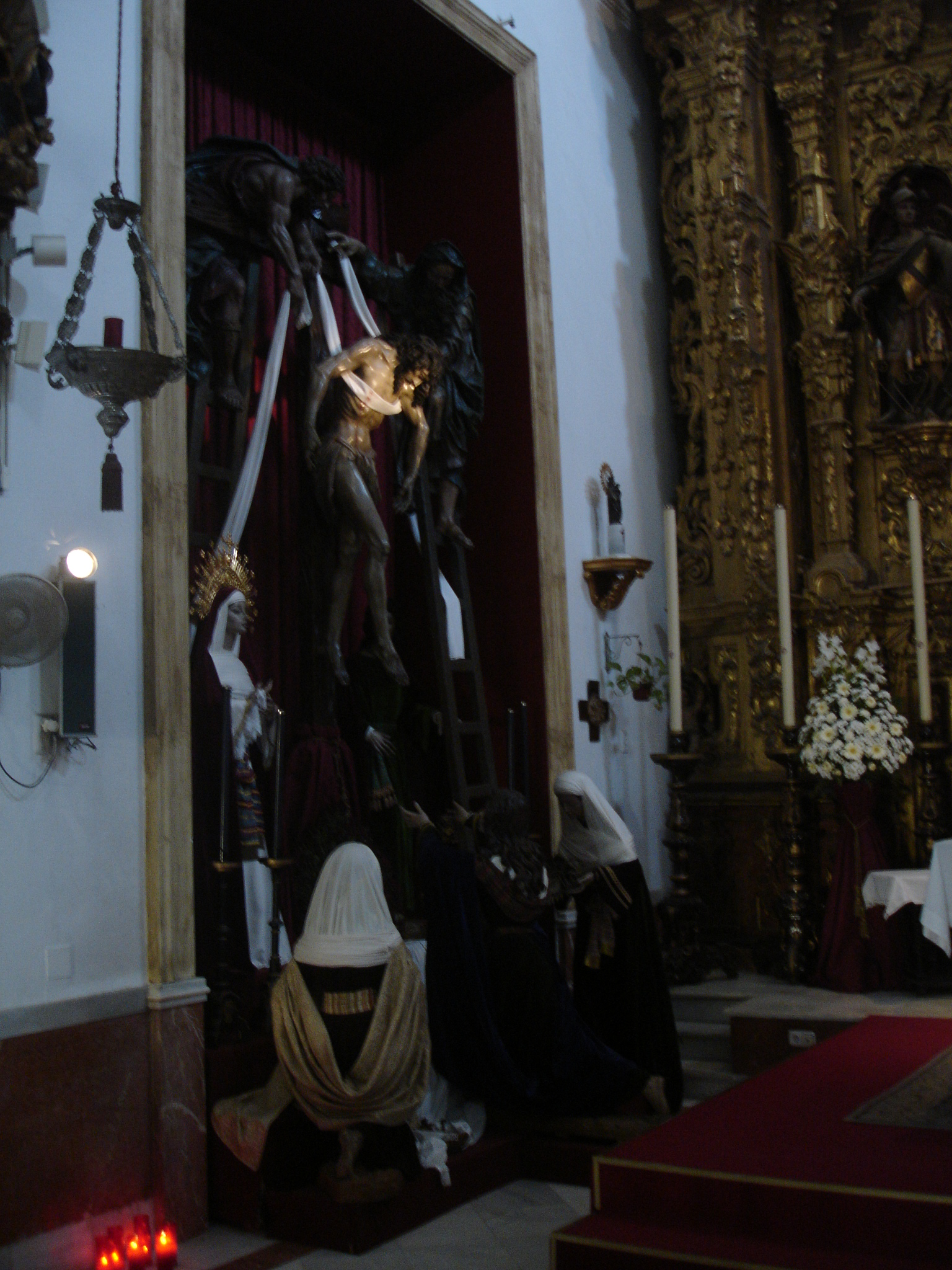
Imágenes del paso de la Hermandad
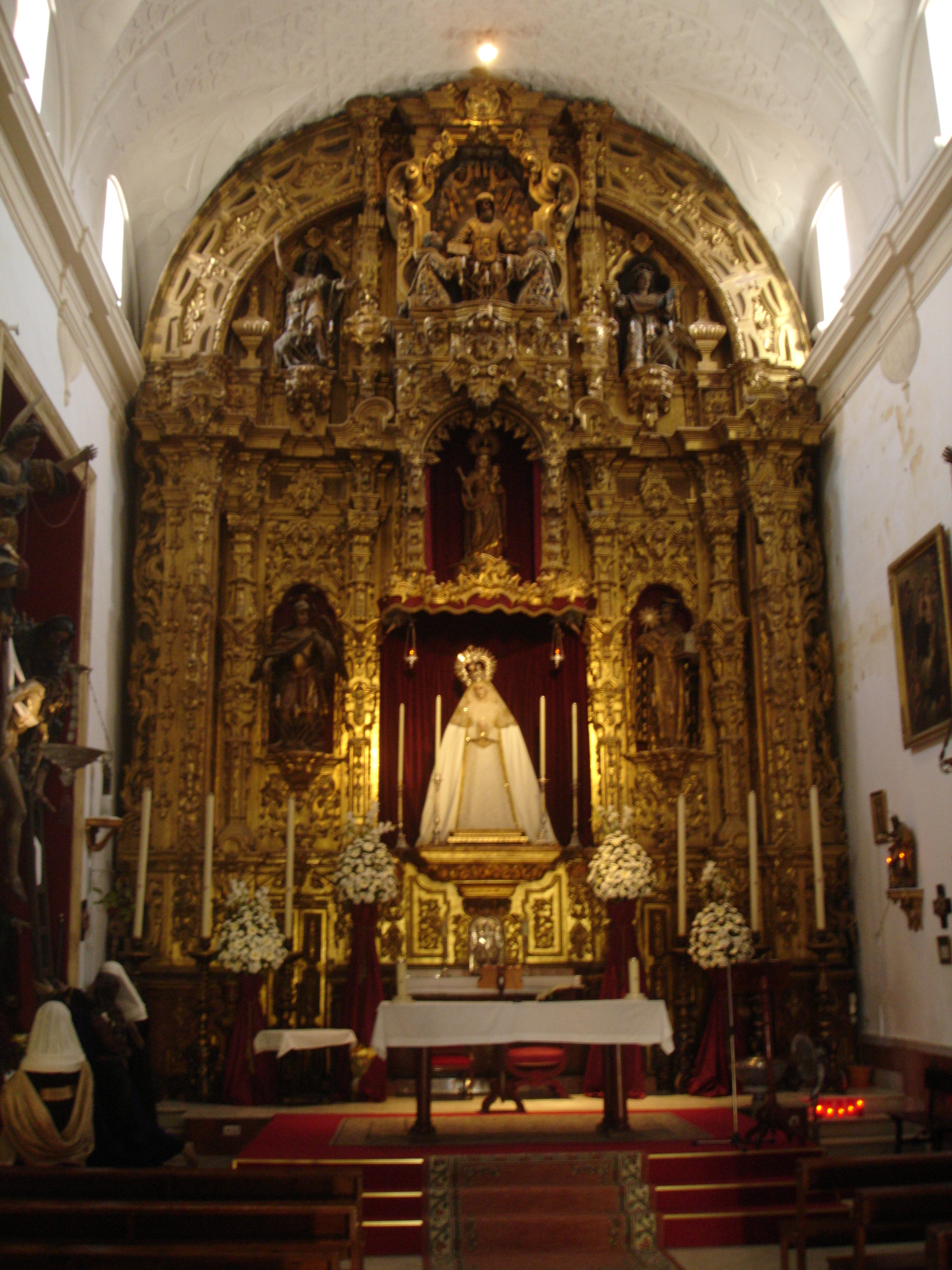
Retablo principal
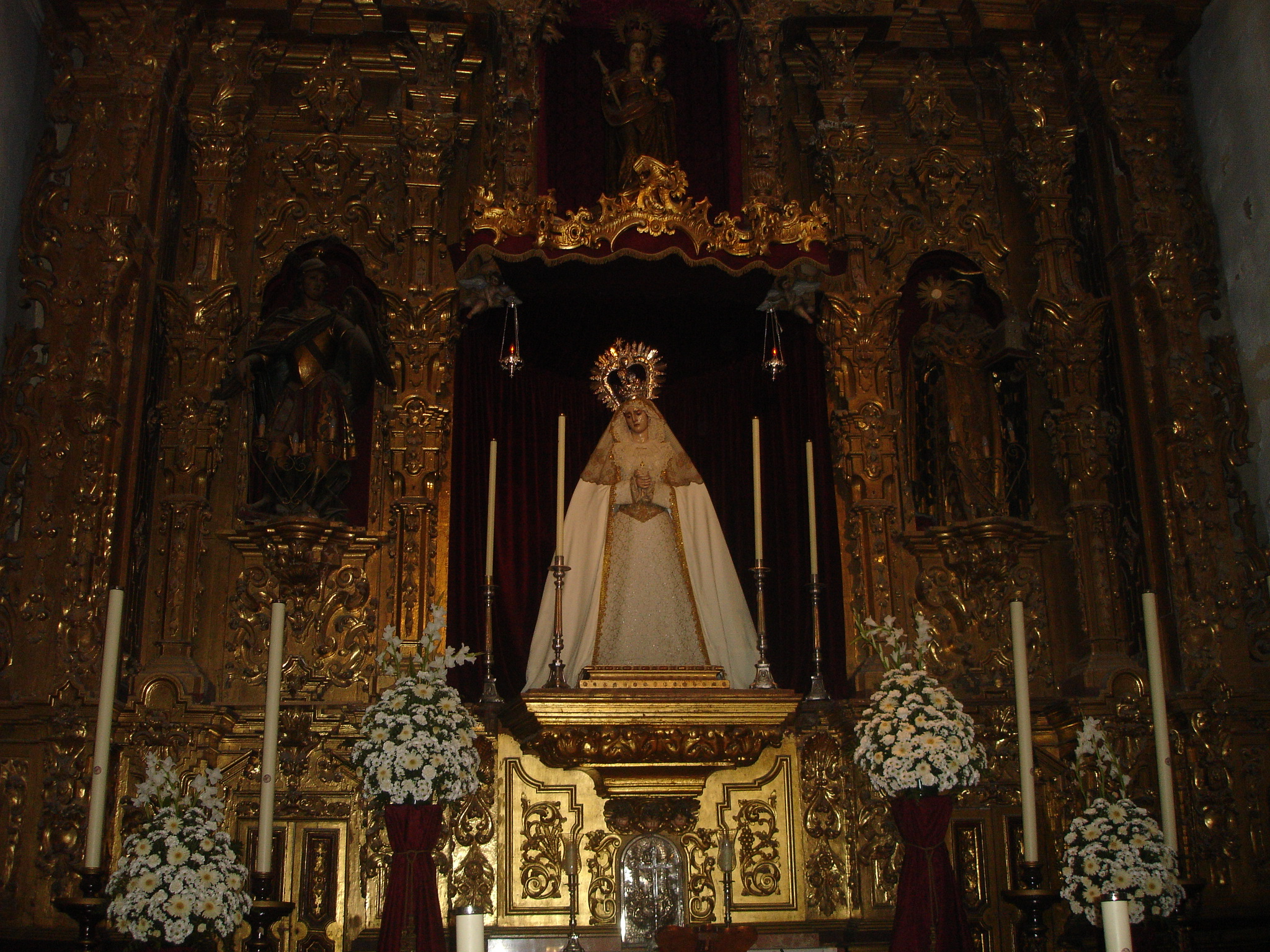
Retablo principal
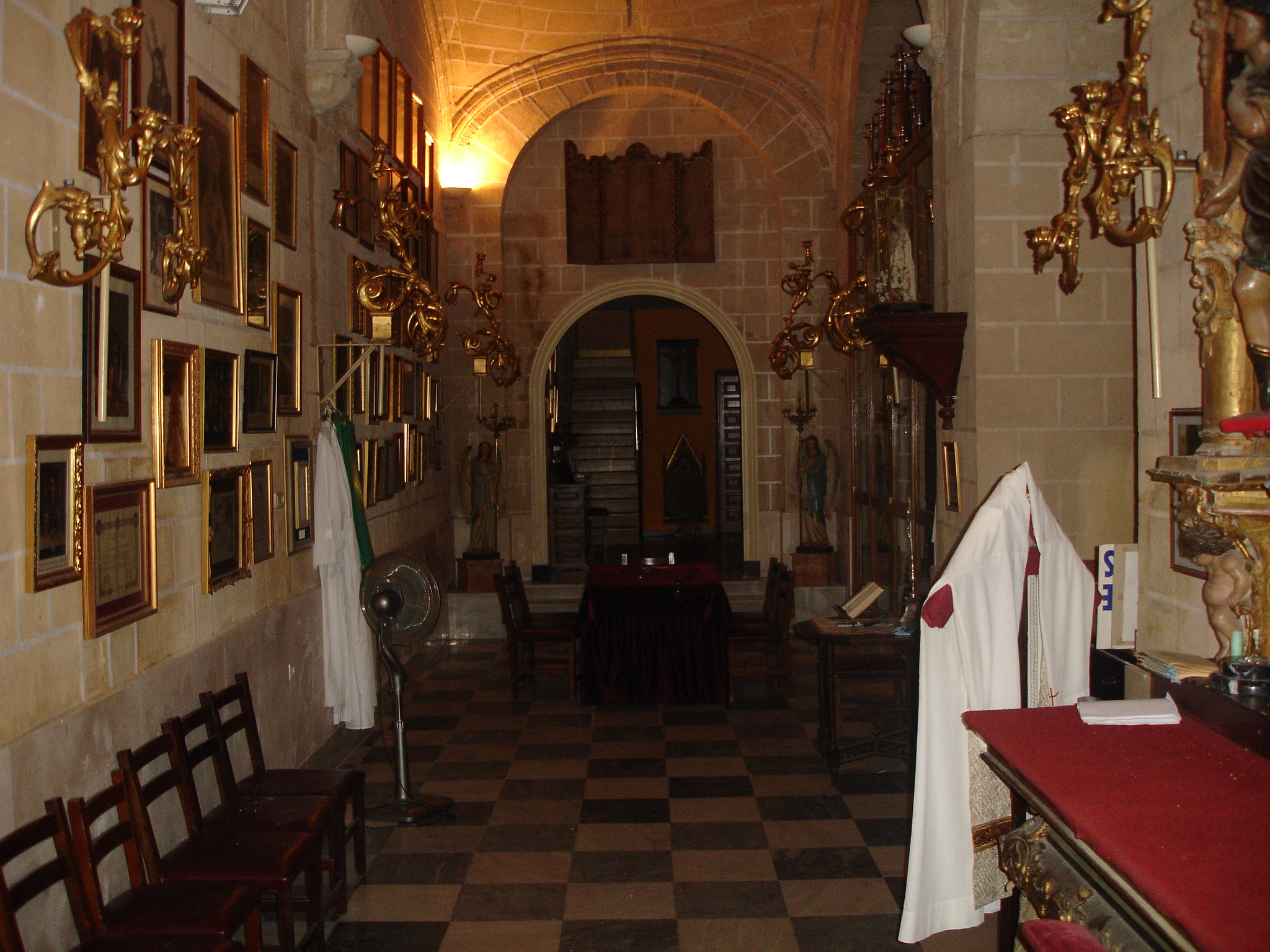
Sacristía
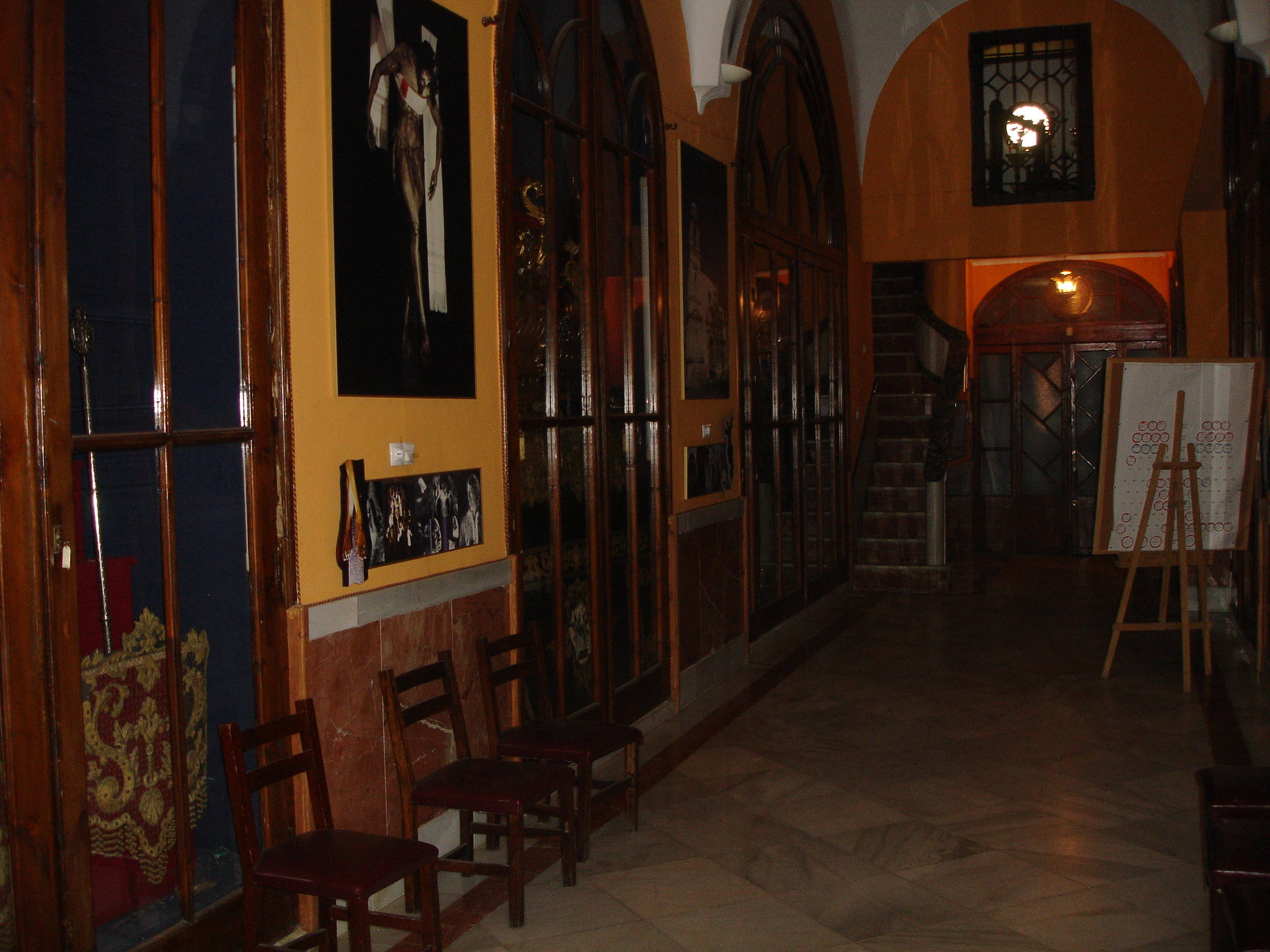
Sacristía-Museo